# Colpochila marginata
Colpochila marginata är en skalbaggsart som beskrevs av Blackburn 1906. Colpochila marginata ingår i släktet Colpochila och familjen Melolonthidae. Inga underarter finns listade i Catalogue of Life.